# Simone Peter
Simone Peter (ur. 3 grudnia 1965 w Quierschied) – niemiecka polityk, biolog i działaczka ekologiczna, minister w rządzie Saary, w latach 2013–2018 współprzewodnicząca Zielonych.

## Życiorys
W 1993 ukończyła biologię na Uniwersytecie Kraju Saary, a w 2000 doktoryzowała się na tej uczelni z mikrobiologii. Do tegoż roku była pracownikiem naukowym macierzystego uniwersytetu. W latach 2001–2004 zatrudniona w Eurosolar, instytucji działającej na rzecz energii odnawialnych. W tym samym okresie pełniła funkcję redaktor naczelnej periodyku „Solarzeitalter – Politik, Kultur und Ökonomie Erneuerbarer Energien”. W latach 2005–2009 zajmowała stanowisko menedżera projektów w Agentur für Erneuerbare Energien, agencji na rzecz odnawialnych źródeł energii z siedzibą w Berlinie.
W działalność polityczną zaangażowała się jako nastolatka, biorąc udział w protestach organizowanych przez ruch antynuklearny. Dołączyła następnie do Zielonych, od 1999 wchodziła w skład kierownictwa partii w Saarze. W latach 2009–2012 sprawowała urząd ministra w rządzie tego kraju związkowego, odpowiadając m.in. za sprawy środowiska i energetyki. W latach 2012–2013 wykonywała mandat posłanki do landtagu.
W październiku 2013 została wybrana (obok Cema Özdemira) na współprzewodniczącą swojego ugrupowania, funkcję tę pełniła do stycznia 2018. W następnym miesiącu powołano ją na prezesa Bundesverband Erneuerbare Energie, organizacji lobbystycznej branży energii odnawialnej w Niemczech.